# Systematik (Biologie)
|  | Dieser Artikel wurde aufgrund von formalen oder inhaltlichen Mängeln in der Qualitätssicherung Biologie zur Verbesserung eingetragen. Dies geschieht, um die Qualität der Biologie-Artikel auf ein akzeptables Niveau zu bringen. Bitte hilf mit, diesen Artikel zu verbessern! Artikel, die nicht signifikant verbessert werden, können gegebenenfalls gelöscht werden. Lies dazu auch die näheren Informationen in den Mindestanforderungen an Biologie-Artikel. |

Die Systematik (von altgriechisch συστηματικός systēmatikós ‚geordnet‘) der Lebewesen ist ein Fachgebiet der Biologie. Sie wird auch Biosystematik oder biologische Systematik genannt.
Die klassische Systematik beschäftigt sich hauptsächlich mit der Erstellung einer systematischen Einteilung (eines Systems, Taxonomie) sowie der Benennung (Nomenklatur) und der Identifizierung (Bestimmung) der Lebewesen. Das moderne System der Lebewesen (Stuessy 1990) richtet sich nach der Rekonstruktion der Stammesgeschichte der Lebewesen (Phylogenese) sowie der Erforschung der Prozesse, die zu der Vielfalt an Organismen führen (Evolutionsbiologie), und wird daher auch als natürliche Systematik bezeichnet.

## Taxonomie-Konzepte
Man unterscheidet heute vier Taxonomie-Konzepte:
- Klassische evolutionäre Klassifikation
- Numerische Taxonomie
- Kladistik
- Taxonomie aufgrund von DNA-Basensequenzen

### Klassische evolutionäre Klassifikation
Ernst Mayr legt seiner Systematik das biologische Artenkonzept zu Grunde. Bei der Einordnung der Organismen wird sowohl das Ausmaß der Divergenz als auch die Verzweigungsreihenfolge berücksichtigt.

#### Klassische Klassifikation am Beispiel Mensch
Unten ist die Klassifikation des Menschen als detailliertes Beispiel gezeigt. Zur Verdeutlichung der groben Einteilung Reich > Stamm > Klasse > Ordnung > Familie > Gattung sind die Feineinteilungen gruppiert.
Nicht für alle Arten wird die gleiche feine Einteilung benötigt. Bei Säugetieren wird z. B. der Überstamm nicht verwendet. (→ Systematik der vielzelligen Tiere.)
- Reich
  - Reich: Vielzellige Tiere
  - (ohne Rang) Gewebetiere
  - (ohne Rang) Zweiseitentiere
- Stamm
  - Stammgruppe: Neumünder
  - Überstamm: (bei Säugetieren nicht verwendet)
  - Stamm: Chordatiere
  - Unterstamm: Wirbeltiere
- Klasse
  - Überklasse: Kiefermäuler
  - Reihe: Landwirbeltiere
  - (ohne Rang:) Nabeltiere
  - Klasse: Säugetiere
  - Unterklasse: Höhere Säugetiere
- Ordnung
  - Überordnung: Euarchontoglires
  - Ordnung: Primaten
  - Unterordnung: Trockennasenaffen
  - Teilordnung: Affen
- Familie
  - Überfamilie: Menschenartige
  - Familie: Menschenaffen
  - Unterfamilie: Homininae
- Gattung
  - Tribus: Hominini
  - Gattung: Homo (Menschen)
  - Art: Mensch (Homo sapiens)

#### Klassische Klassifikation am Beispiel von Reptilien und Vögeln
Krokodile und Vögel haben einen jüngeren gemeinsamen Vorfahren als die Krokodile mit den übrigen Reptilien.
Der Erwerb des Vogelfluges ist aber als bedeutende Neuerung anzusehen, die zu einer adaptiven Radiation führte. Deshalb wurden die Vögel in eine neue Klasse (Aves) gestellt; die Krokodile (Crocodylia) hingegen verblieben als Ordnung in der Klasse Reptilia. Die Klasse Reptilia wird der Klasse der Vögel (Aves) gegenübergestellt. Somit sind die Reptilia ein paraphyletisches Taxon.
- Klasse: Reptilien (Reptilia)
  1. Ordnung: Brückenechsen (Sphenodontia)
  2. Ordnung: Schuppenkriechtiere (Squamata)
  3. Ordnung: Schildkröten (Chelonia)
  4. Ordnung: Krokodile (Crocodylia)
- Klasse: Vögel (Aves)

### Numerische Taxonomie (Phänetik)
In der numerischen Taxonomie wird auf phylogenetische Annahmen verzichtet. Die Einordnung der Arten in das System erfolgt nur auf Grund messbarer Unterschiede und Ähnlichkeiten anatomischer Merkmale. Ursprüngliche und abgeleitete Merkmale werden nicht voneinander unterschieden.
Die numerische Taxonomie ist in weiten Teilen durch die Kladistik abgelöst worden. Trotzdem verwenden einige Biologen weiterhin phänetische Methoden wie Neighbour-Joining-Algorithmen, um eine genügende phylogenetische Annäherung zu erhalten, wenn die kladistischen Methoden rechnerisch zu aufwendig sind.

### Kladistik (Konsequent phylogenetische Systematik)
Nach Willi Hennig werden die Taxa nur von Arten gebildet, die eine geschlossene Abstammungsgemeinschaft, ein Monophylum, bilden. Die kleinste Einheit der phylogenetischen Systematik ist das Taxon Art. Als Monophylum wird die oberhalb der Artenebene gelegene Einheit der organismischen Natur bezeichnet, die aus allen Nachkommen einer (Stamm-)Art und der Stammart selbst besteht. Der typologische Artbegriff, in der Regel anhand morphologischer Merkmale (Typus), wird als unzureichend abgelehnt.
An die Stelle des typologischen Artkonzeptes tritt das phylogenetische Artkonzept. In diesem Konzept werden Arten zusammengefasst, die durch Synapomorphien charakterisiert sind und von Arten mit Autapomorphien unterschieden werden. Eine Autapomorphie ist eine evolutionäre Neuheit eines Taxons, das dieses anderen Taxa gegenüber abgrenzt und somit dessen evolutionäre Einmaligkeit begründet. Eine Synapomorphie stellt ein Merkmal dar, welches nur den direkt aus der Stammart entstandenen Arten gemein ist. Ein bei zwei Taxa auftretendes Merkmal, das in einer früheren Stammart der gemeinsamen Stammlinie evolviert wurde und im Außengruppenvergleich auch bei anderen Taxa zu finden ist, wird Plesiomorphie genannt. Eine Art hört dann auf zu existieren, wenn sie durch Speziation (Artaufbildung) in zwei neue Arten übergeht. Als natürliches System ergibt sich ein dichotomes Kladogramm (Näheres siehe Kladistik).
Beispiel:

### Taxonomie aufgrund von DNA-Basensequenzen
Die Unterschiede der einzelnen Arten werden aufgrund von Vergleichen ihrer DNA-Basensequenzen systematisch erarbeitet (siehe DNA-Barcoding).
Der Erfolg und Zweck einer rein genetischen Bearbeitung der Artenvielfalt ist jedoch umstritten. Die verschiedenen Artkonzepte sind nicht universell anwendbar, da es sich bei den Artkonzepten um Konstrukte mit empirischen Grundlagen handelt. Eine scharfe Trennung zwischen Arten durch genetische Methoden wird im Rahmen der bisher angewandten Artkonzepte vermutlich scheitern, da eine einheitliche Methode nicht über alle Taxa hinweg anwendbar ist. Ob sich ein rein genetisches Artkonzept durchsetzen wird, durch das man Arten nach absolut messbaren genetischen Unterschieden kategorisieren kann, ist genauso fraglich.

## Geschichte

### Aristoteles
Aristoteles ordnete die ihm bekannten Lebewesen in einer Stufenleiter (Scala Naturae) nach dem Grad ihrer „Perfektion“, also von primitiven zu höher entwickelten. Er führte für einzelne Gruppen Bezeichnungen ein, die heute noch Verwendung finden (Coleoptera, Diptera). In der Antike wurde beispielsweise die Wuchsform (Kraut, Staude, Strauch, Baum) oder Lebensweise (Nutztier, Wildtier, Wassertier) als Einteilungskriterium benutzt.

### Carl von Linné
Carl von Linné verwendete in seinen Werken Species Plantarum (ab 1753) und Systema Naturae (ab 1758) eine binäre Nomenklatur zur Benennung der Arten. Hauptzweck dieser Nomenklatur ist die eindeutige Benennung der Arten unabhängig von ihrer Beschreibung.

#### Linnés Systematik der Pflanzen
Linné benutzte den Blütenaufbau, um die Pflanzen zu klassifizieren. Er teilte die Pflanzen in 24 Klassen ein – prinzipiell nach Anzahl und Gestalt der Staubblätter (Stamina). Linnés System entsprach den Erfordernissen seiner Zeit, in welcher Naturforschenden immense neue Erfahrungsräume eröffnet wurden. Entdeckungs- und Handelsreisen konfrontierten die europäischen Biologen mit einer gewaltigen Anzahl an neuen Arten, welche beschrieben und klassifiziert werden wollten. Linnés System wurde nach 1850 nicht mehr benutzt, weil es kein natürliches System darstellte. Mit dem Erscheinen von Darwins Origin of Species wurde Linnés Sexualsystem völlig obsolet, da man von nun an die Lebewesen nach ihrer phylogenetischen Stellung (einem natürlichen System) ordnen wollte. Linnés Klassifizierung der tieferen taxonomischen Ränge (Art, Gattung) hat häufig bis heute ihre Gültigkeit. Dies rührt daher, dass Linnés Kriterium des Blütenbaus stark mit dem Prozess der Artbildung (bei Blütenpflanzen) zusammenhängt – Veränderungen der Blütenmorphologie, des Bestäubungsmechanismus etc. führen oft unmittelbar zu neuen Arten.

#### Linnés Systematik der Tiere
Ganz anders ist es mit seinem System für Tiere. Grundkonzept ist dabei die typologische Definition der Art, das heißt die Reduzierung der Merkmalsfülle auf einige wenige Schlüsselmerkmale und die Abstrahierung von den Variationsmöglichkeiten innerhalb einer Art auf einen Typus („idealistische Morphologie“). Seine Gruppierung spiegelte für die niedrigen Taxa wie Art und Gattung durchaus ein natürliches System wider. Doch hatte auch Linné bereits erkannt, dass seine Einteilung für höhere Taxa aufgrund der recht willkürlichen Kriterien ein künstliches System blieb. Denn bei alledem ging Linné von der Unveränderlichkeit der Arten aus und beabsichtigte nicht, ein phylogenetisches System zu schaffen. Dieses bot dann später erst Begründung und Maßstab für die Natürlichkeit des Systems.

### Evolutionstheorie
Seit dem Aufkommen der Evolutionstheorie ist man nun bestrebt, dieses teilweise künstliche System in ein natürliches System umzubauen, das die Abstammungsverhältnisse (Phylogenetik) besser widerspiegelt. Dabei spielte zunächst die Homologisierung von Organen eine große Rolle. Seit den 1970er Jahren untersucht man den Aufbau der Proteine, um daraus Hinweise auf den Verwandtschaftsgrad abzuleiten. Dazu werden nicht nur morphologische und anatomische, sondern auch biochemische (Chemosystematik), physiologische, cytologische und ethologische Merkmale herangezogen. Vor allem wird die genetische Ähnlichkeit benutzt, um Verwandtschaftsbeziehungen direkt am Erbgut festzustellen.
Die Rolle der Systematik für das Verständnis der Geschichte der Organismen beschreibt bereits Charles Darwin in seinem Buch Über die Entstehung der Arten: „Wenn wir von dieser Idee ausgehen, dass das natürliche System, soweit es durchgeführt werden kann, genealogisch angeordnet ist … so verstehen wir die Regeln, die wir bei der Klassifikation befolgen müssen.“
2022 schlugen Forscher der IUCN die Nomenklatur von Ökosystemen nach funktionalen Merkmalen vor, was auch Implikationen auf die Benennung einzelner Lebewesen habe. Der Vorstoß wird als mögliche Ablösung der auf Carl von Linné beruhenden Taxonomie gehandelt.